# Ochropleura costalis
Ochropleura costalis là một loài bướm đêm thuộc họ Noctuidae. Nó được tìm thấy ở khu vực đông bắc of Himalaya và on Borneo.
Ấu trùng ăn các loài Caryophyllaceae, Chenopodiaceae, Plantaginaceae, Compositae, Polygonaceae và Rubiaceae.